# ミゲル・アコスタ
ミゲル・アコスタ（Miguel Acosta、1978年4月20日 - ）は、ベネズエラの男性プロボクサー。ミランダ州出身。元WBA世界ライト級レギュラー王者。

## 来歴
1999年11月2日、ベネズエラでプロデビューし、判定ドローとなった。
2002年3月18日、10戦目でベネズエラライト級王座を獲得した。
2007年10月13日、WBA世界スーパーフェザー級王座挑戦者決定戦でエンジェス・アジャホと対戦し、2-1の判定勝ちを収めた。
2009年7月25日、WBA世界ライト級暫定王座決定戦でウルバノ・アンティロンと対戦し、9回KO勝ちで暫定王座を獲得した。
2010年5月29日、WBA世界ライト級レギュラー王者パウルス・モーゼスと団体内王座統一戦で対戦し、6回KO勝ちを収めて団体内王座統一に成功しレギュラー王者に昇格した
2011年2月26日、WBA世界ライト級1位の指名挑戦者ブランドン・リオスとラスベガスパームス内ザ・パールで対戦し、序盤こそは互角の試合を展開したものの、6回・8回・10回と各1度ずつ合計3度のダウンを奪われた末に失神したところをセコンドがタオルの入れて試合をストップ。10回TKO負けを喫し、王座から陥落した。
2011年10月22日、パナマシティのアレナ・ロベルト・デュランで行われたWBA世界ライト級暫定王座決定戦で、リカルド・アブリルと対戦したが、4回に2度ダウンを奪われあわやストップ寸前にまで追い詰められ、10回にもダウンを奪われて、0-3(112-113、111-117、111-115)の判定負けを喫し王座獲得に失敗した。
2012年7月20日、カリフォルニア州サンタバーバラ郡サンタイネスのチュマッシュ・カジノにて、アート・ホブハニスヤン(アルメニア)と対戦し初回にダウンを奪われ、5回にダウンを奪い返すも1-2の僅差判定(96-92、93-95、93-95)負けを喫した。
2015年1月2日、1年8ヶ月ぶりの試合でマイケル・ペレスと対戦し10回判定負け。
2016年3月25日、1年2ヶ月ぶりの試合でアントニオ・オロスコと対戦し1回KO負け。5連敗となった。

## 獲得タイトル
- WBA世界ライト級暫定王座（防衛1=レギュラー王座に認定）
- WBA世界ライト級レギュラー王座（防衛0）